# Giulio Giuseppe Negri
Giulio Giuseppe Negri ist ein italienischer Journalist und Filmschaffender.
Negri, der hauptsächlich als Journalist arbeitete, widmete sich zwischen 1973 und 1978 in verschiedenen Funktionen diversen Filmen, die kostengünstig entstanden und mehrmals in Koproduktion mit türkischen Produzenten unter seiner Regie (bei der er als Jerry Mason geführt wurde) gedreht wurden. 1983 folgte mit Ricordi ein ebenfalls weithin unbeachtet gebliebener Nachzügler.

## Filmografie (Auswahl)
- 1971: Allegri becchini… arriva Trinità (Drehbuch)
- 1975: Fighting Killer (Quei paracul… pi di Jolando e Margherito) (Regie)